# Oostenrijkse presidentsverkiezingen 1986
De achtste verkiezingen voor een bondspresident tijdens de Tweede Oostenrijkse Republiek vonden op 4 mei en 6 juni 1986 plaats. Het was de tweede maal in de geschiedenis van de Tweede Republiek dat er twee stemrondes nodig waren voor het kiezen van een nieuwe bondspresident.

## Eerste ronde
De eerste ronde van de presidentsverkiezingen vond op 14 mei 1986 plaats. Hieraan namen vier kandidaten deel. Geen van de kandidaten verkreeg een meerderheid waarna een tweede ronde noodzakelijk bleek. De twee kandidaten met de meeste stemmen, de christendemocraat Kurt Waldheim en de sociaaldemocraat Kurt Steyrer, plaatsen zich voor de tweede ronde.

### Uitslag eerste ronde
| Kandidaat                   | Kandidaat                   | Partij                                  | Stemmen   | Percentage |
| --------------------------- | --------------------------- | --------------------------------------- | --------- | ---------- |
|                             | Kurt Waldheim               | Österreichische Volkspartei (ÖVP)       | 2.343.463 | 49,6%      |
|                             | Kurt Steyrer                | Sozialistische Partei Österreichs (SPÖ) | 2.061.104 | 43,7%      |
|                             | Freda Meissner-Blau         | Grüne Alternative (GA)                  | 259.689   | 5,5%       |
|                             | Otto Scrinzi                | Freiheitliche Partei Österreichs (FPÖ)  | 55.724    | 1,2%       |
| Ongeldige en blanco stemmen | Ongeldige en blanco stemmen |                                         | 144.729   | —          |
| Totaal (Opkomst 89,48%)     | Totaal (Opkomst 89,48%)     |                                         | 4.864.709 | 100%       |

## Tweede ronde
De tweede ronde van de presidentsverkiezingen vond op 6 juni 1986 plaats en werd gewonnen door de christendemocraat Kurt Waldheim.

### Uitslag van de tweede ronde

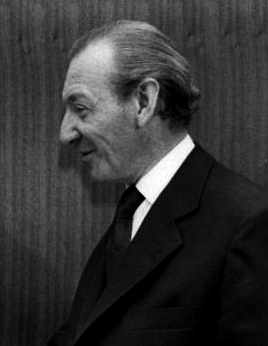
Kurt Waldheim

| Kandidaat                   | Kandidaat                   | Partij                                  | Stemmen   | Percentage |
| --------------------------- | --------------------------- | --------------------------------------- | --------- | ---------- |
|                             | Kurt Waldheim               | Österreichische Volkspartei (ÖVP)       | 2.464.787 | 53,9%      |
|                             | Kurt Steyrer                | Sozialistische Partei Österreichs (SPÖ) | 2.107.023 | 46,1%      |
| Ongeldige en blanco stemmen | Ongeldige en blanco stemmen |                                         | 174.039   | —          |
| Totaal (Opkomst 87,29%)     | Totaal (Opkomst 87,29%)     |                                         | 4.745.849 | 100%       |

- Kurt Waldheim